# Dentes de Dragão
Dentes de Dragão (Dragon Teeth, no original em inglês) é um romance de ficção histórica do autor americano Michael Crichton. Chrichton começou a coletar dados para a sua escrita em 1974, mas a obra somente foi publicada postumamente, em 2017, após a sua esposa Sherri ter descoberto nos seus extensos arquivos o manuscrito que permitiu a sua publicação. Esse manuscrito teria sido a inspiração para o célebre romance Jurassic Park. :331:333
A história passa-se em grande parte na Região Oeste (Estados Unidos), em 1876, durante a designada "Guerra dos Ossos", um período de competição acerada pela pesquisa de fósseis de dinossauros entre dois paleontologistas norte-americanos da época conhecidos pela sua intensa rivalidade, Othniel Charles Marsh e Edward Drinker Cope. 
Crichton faz intervir o herói fictício nesse tumulto da história. E tendo também como pano de fundo a Grande Guerra Sioux de 1876, o protagonista William Johnson, um estudante da Universidade Yale que durante o verão daquele ano inicia a sua colaboração com um dos paleontologistas, mas que depois pelo desenrolar da acção é arrastado para trabalhar na campanha de escavação do outro, participa no achado dum fóssil importante (dentes de dinossauro), mal sobrevive a um ataque de índios, e fica preso na Deadwood sem lei da época, onde participa num duelo de pistolas, tornando-se assim uma personagem do Velho Oeste.

## Resumo
Em 1876, cem anos após a declaração de independência dos EUA, no cenário ainda quase selvagem do Oeste para os residentes do leste do país, os paleontólogos norte-americanos rivais Othniel Marsh e Edwin Cope organizam campanhas de pesquisa de fósseis de dinossauros. Ao mesmo tempo que se vigiam, enganam-se e chegam a sabotar o trabalho do adversário numa batalha que foi apelidada como a Guerra dos Ossos.
Para vencer uma aposta entre colegas da Universidade de Yale, William Johnson consegue juntar-se à expedição de Marsh daquele ano como fotógrafo. A viagem para o local de escavações parece correr bem, até que o desconfiado chefe da expedição se convence de que Johnson é um espião do seu adversário e deixa-o para trás numa perigosa cidade do meio do percurso.
Johnson é quase de imediato encontrado por Cope que o convida a juntar-se ao seu grupo e mais tarde, já no decurso das escavações, encontram fósseis de importância científica histórica. Mas o regresso a casa, ao leste, com o espólio de fósseis vai trazer grandes perigos e a resiliência de Johnson irá será posta a prova na sua luta para preservar parte das descobertas científicas contra alguns dos mais ardilosos e brutais indivíduos do Oeste.

## Personagens notáveis
Além dos já referidos Edward Drinker Cope e Othniel Charles Marsh, ao longo da história, Chrichton refere ou faz intervir os seguintes personagens históricos:
- William Johnson
- Robert Louis Stevenson

Em Nota do Autor final, Chrichton refere que Robert Louis Stevenson só foi para o Oeste em 1879, e não em 1876 conforme se refere no enredo.:329

- Brigham Young
- Philip Sheridan
- George Custer
- Wyatt Earp
- Charles Hazelius Sternberg
- Wild Bill Hickok
- Calamity Jane

## Recepção
Don Oldenburg, no USA Today, escreveu que Dragon Teeth é um thriller histórico envolvente constituindo o regresso de Michael Crichton a um dos seus temas favoritos - os dinossauros. Dragon Teeth é uma história de certa forma verdadeira contada de forma simples por um dos principais contadores de histórias dos EUA, a de uma missão científica que se transforma numa aventura no Velho Oeste.
Para Oldenburg, se os ossos fossilizados de dinossauros desempenham um papel importante na história, o Homo sapiens é o mais mortal dos perigos. O cenário é a "Guerra dos Ossos", um capítulo pouco conhecido na história dos EUA quando cientistas pioneiros se esforçavam para descobrir provas dos repteis gigantescos que dominavam a Terra há milhões de anos - embora na época a maioria das pessoas ou não soubesse nada sobre dinossauros, ou os considerasse uma heresia.
Ainda para Oldenburg, Crichton consegue misturar acontecimentos e personagens inventados com os históricos, e é isso que torna esta novela tão rica. Além dos históricos Cope e Marsh, também intervêm Wyatt Earp e o irmão Morgan que são maravilhosamente apresentados, Robert Louis Stevenson que tem uma passagem fugaz, para além de alguns dos mais notórios bandidos do Oeste.
Finalmente para Oldenburg, para além dos perigos e ameaças quase permanentes, o leitor irá verificar a profunda mudança no carácter do jovem herói que rapidamente passa de um idiota imprevisível e imaturo para um homem endurecido e resistente. Dragon Teeth não é ficção "literária" pura e simples. É a ficção de Crichton, divertida e bem contada, cheia de suspense, repleta de reviravoltas, pistas falsas e perigo à espreita em todos os capítulos. Quando terminar, o leitor vai querer mais.

## Adaptação televisiva
Em 2016 foi anunciado que a National Geographic chegou a acordo com a Amblin Television para adaptar a novela a uma série televisiva. Os principais responsáveis da adaptação seriam Graham Yost e Bruce C. McKenna sendo especialmente focada a vincada rivalidade entre os paleontólogos Edward Drinker Cope e Othniel Charles Marsh naquela época de intensa pesquisa de fósseis e de controvérsia sobre a sua interpretação.